# Padenia moluccensis
Padenia moluccensis là một loài bướm đêm thuộc phân họ Arctiinae, họ Erebidae.